# Idioma ayoreo
El ayoreo es una lengua que pertenece a la familia zamuca, o samuca, que se habla tanto en Bolivia como en Paraguay. El nombre ayoreo es más común en Bolivia y es utilizado para hacer referencia tanto a la lengua como al grupo étnico. En Paraguay, se utiliza más el nombre 'morotoco' o 'moro'.
Desde la promulgación del decreto supremo N.º 25894 el 11 de septiembre de 2000 el ayoreo es una de las lenguas indígenas oficiales de Bolivia, lo que fue incluido en la Constitución Política al ser promulgada el 7 de febrero de 2009 (como zamuco).

## Situación actual
En Bolivia, el ayoreo cuenta con 1398 hablantes y, por lo tanto, es una lengua que se encuentra en peligro de extinción (Crevels y Muysken, 2009:15; Crevels, 2012:171). Según Bertinetto (2012), la mayoría de los ayoreos viven en comunidades pequeñas que son (o solían ser) construidas alrededor de una misión evangélica o católica. Fuera de la comunidad establecida en Santa Cruz de la Sierra, los ayoreos viven todavía en entornos rurales donde siguen su instinto de cazadores-recolectores, tal como solían serlo hasta el asentamiento. Bertinetto (2012) señala, además, que prácticamente todos los ayoreos hablan su idioma fluidamente y lo usan a diario. Sin embargo, muchas palabras que pertenecen a su cultura tradicional de a poco ya no son entendidas. En cuanto a la presencia del castellano en las comunidades, el autor indica que la mayoría de los varones, excepto por las personas mayores, tienen al menos algo de conocimiento del castellano; algunos incluso lo hablan muy fluidamente. Las mujeres también pueden llegar a tener esta fluidez, aunque con menor frecuencia. Los niños reciben hoy en día algo de educación escolar en castellano, por lo que es previsible que el bilingüismo aumente rápidamente.

## Aspectos históricos
Según Bertinetto (2012), las primeras noticias acerca de poblaciones de zamucos, a las que los ayoreos pertenecen, datan del siglo XVI, cuando los conquistadores que venían del Río de La Plata penetraron al área del Chaco. Hacia fines del siglo XVII, los jesuitas lograron reunir a diferentes grupos étnicos y lingüísticos en las misiones fortificadas en la Chiquitanía. En 1724 se fundó la misión de San Ignacio de Samucos en el Chaco boliviano, la cual tuvo que ser abandonada abruptamente en 1745. Un hecho muy importante durante este período fue la elaboración de una gramática muy valiosa (Arte de la lengua Zamuca) por Ignace Chomé acerca de un idioma hablado en la misión, el cual era muy cercano al ayoreo moderno. 

Como señala Bertinetto, los primeros contactos estables entre los ayoreos y la cultura hispano-americana se dieron después, en la primera mitad del siglo pasado  debido a los misioneros evangélicos estadounidenses. A partir de allí, tuvo lugar un proceso de sedentarización gradual de los ayoreos. Un hecho que impulsó dicha sedentarización fue la guerra del Chaco en los años 30, que significó para los ayoreos la reducción y el deteriorio de su territorio ancestral y el aumento dramático de la competencia con otras tribus.

## Clasificación
El ayoreo pertenece a la familia lingüística llamada zamuco, escrita también como 'samuco'. Según Bertinetto (2012), el único otro idioma existente que pertenece a esta familia es el chamacoco, hablado en el noreste de Paraguay, en un territorio adyacente al ocupado tradicionalmente por los ayoreos. A pesar de la proximidad geográfica, los dos idiomas no parecen compartir más del 30% de su léxico; sin embargo, comparten similitudes morfológicas notables. Como sostiene el autor, la existencia de dichas similitudes hace pensar que el ayoreo y el chamacoco han debido tener un antepasado común, a pesar de la divergencia considerable de sus vocabularios respectivos.

## Esbozo gramatical

### Fonología
El ayoreo presenta el siguiente sistema vocálico (Bertinetto, 2012): 
|        | Anterior | Central | Posterior |
| Altas  | i ĩ      |         | u ũ       |
| Medias | e ẽ      |         | o õ       |
| Bajas  |          | a ã     |           |

En cuanto al sistema consonántico, se distinguen los siguientes sonidos (Bertinetto, 2012): 
|                 | Labiales | Dentales | Palatales | Velares | Glotales |
| Oclusiva sorda  | p        | t        |           | k       | ʔ        |
| Oclusiva sonora | (m)b     | (n)d     |           | (ŋ)g    |          |
| africada        |          |          | ʧ         |         |          |
| Fricativa       |          | s        |           |         | h        |
| Nasal           | m        | n        | ɲ         | ŋ       |          |
| Nasal sorda     | ṃ        | ṇ        | ɲ̩         |         |          |
| Aproximante     | w        | ɹ        | y         |         |          |

### Léxico y clases de palabras
Como señala Bertinetto (2012), el ayoreo tiene todas las clases principales de palabras aunque con algunas peculiaridades de distribución. Algunas características que dicho autor señala en este aspecto son las siguientes:

- En el ayoreo se distinguen dos clases de sustantivos: los sustantivos poseídos, que se dividen además en poseídos opcionalmente y poseídos inherentemente, y los no poseídos. Estos últimos designan normalmente a animales y vegetales, pero también a objetos inanimados, como p.ej. echoi 'sal'. Para poder ser empleados, estos sustantivos deben llevar un clasificador, como p. ej. -achidi 'mascota, vehículo',  -ajne 'pertenencia, posesión'.
- En el siguiente cuadro, se muestran los pronombres personales del ayoreo:

| 1SG      | uyu / yu             |
| 2SG      | uwa / ua             |
| 3SG (PL) | [M o F demostrativo] |
| 1PL      | uyoc / yoc           |
| 2PL      | uwac / uac           |
| 3PL      | ore                  |

- El ayoreo presenta además un paradigma complejo de pronombres posesivos, como se observa en el cuadro 4:

|                        | M.SG           | M.PL             | F.SG    | F.PL           |
| mío                    | ñ/yajne(i)/-ec | ñ/yajneone/-echo | ñ/yajne | ñ/yajnenie/-ei |
| tuyo                   | bajne(i)/-ec   | bajneone/-echo   | bajne   | bajnenie/-ei   |
| suyo, de él/ella/ellos | gajne(i)/-ec   | gajneone/-echo   | gajne   | gajnenie/-ei   |
| nuestro                | yocajne(i)/-ec | yocajneone/-echo | yocajne | yocajnenie/-ei |
| vuestro                | uacajne(i)/-ec | uacajneone/-echo | uacajne | uacajnenie/-ei |

- En cuanto a los numerales, los números nativos en ayoreo llegan hasta 'cuatro': chojmara 'uno', gare 'dos', gadioc 'tres', gagajni 'cuatro'. Sin embargo, como señala Bertinetto (2012), parece ser que se han desarrollado sistemas de conteo convenientes bajo la influencia occidental.
- Esta lengua presenta, además, un número considerable de ideófonos que pueden tener un contenido onomatopéyico o no y aparecen a menudo junto con los auxiliares yo, bo, cho, yoco o uacoyo, que significan 'se parece a', por ejemplo: yo ta ta ta 'yo tiemblo', bo mara mara 'tú sudas'.

### Morfología
En cuanto a la morfología del ayoreo, se puede señalar lo siguiente (Bertinetto, 2012):
- El ayoreo presenta una estructura morfológica relativamente simple. Los procesos morfofonológicos involucrados en la inflexión y derivación parecen ser lo suficientemente regulares. Los sustantivos y adjetivos presentan inflexión de número (singular y plural), y también de género en el caso de los adjetivos. Los sustantivos pertenecen a uno de dos géneros, masculino y femenino. El género natural parece aplicarse en el caso de seres humanos. En los sustantivos restantes, la asignación de género es algo opaca, aunque existen algunas tendencias: los vegetales parecen ser predominantemente femeninos y los animales predominantemente masculinos (pero hay excepciones).
- El ayoreo presenta afijos elativos y diminutivos. Los afijos elativos tienen como función principal intensificar el significado de la palabra a la que se adhieren. En ayoreo, el elativo más usado es -pis/-pus. Los elativos pueden combinarse con verbos, como en (1), adjetivos, como en (2), y sustantivos, como en (3):

| (1) | ch-ejna-pusu                                                  | da-ruode   |
|     | 3.finalizar-ELAT                                              | 3-palabras |
|     | 'él/ella/ellos habla(n) fuerte/claramente' (Bertinetto, 2012) |            |

| (2) | ajningarangui-pise               |
|     | enojado-ELAT                     |
|     | 'muy enojado' (Bertinetto, 2012) |

| (3) | yoc-uru-pis-ode                                       |
|     | 1PL-palabra-ELAT-MP                                   |
|     | 'nuestras palabras fuertes/claras' (Bertinetto, 2012) |

- En cuanto a los diminutivos/atenuativos, estos se pueden combinar tanto con sustantivos, como p. ej. tamoco 'perro' en tamocabi 'perro pequeño', como con adjetivos, p. ej. ajamami 'bastante pequeño'. También pueden combinarse con predicados para transmitir matices atenuativos y con demostrativos, p. ej. uté/uaté 'este (M/F)', suté/suaté 'este pequeño ser/cosa (M/F)'.
- En cuanto a la morfología del sustantivo, Bertinetto (2012) distingue la forma base de la forma completa (definitivform y grundform respectivamente, siguiendo la terminología propuesta por Kelm (1964)). La forma base del sustantivo es el punto de partida de cualquier operación inflexiva y derivacional. Además de las formas completa y base, los sustantivos en ayoreo presentan la llamada 'forma indeterminada', derivada de la forma base, que implica siempre un referente no específico. A continuación se muestran las formas 'completa', 'base' e 'indeterminada' de algunos sustantivos masculinos, tanto en singular como en plural:

|                      | Forma completa    | Forma base      | Forma indeterminada   |
| masculino del animal | choqui, choquiode | choqui, choquio | choquiric, choquirigo |
| pampa                | garai, garayode   | garai, garayo   | garanic, garaningo    |
| padre                | daye, dayode      | dai, dayo       | danic, daningo        |

Los sustantivos ayoreos aparecen, por lo general, con el prefijo posesivo apropiado, a menos que pertenezcan a la clase de sustantivos no poseídos (normalmente animales y vegetales). Finalmente, otra característica de la morfología nominal del ayoreo es que algunos sustantivos pueden ser usados con una clara función predicativa; por lo tanto, pueden ser considerados como predicados nominales.
- En cuanto a la morfología verbal, el ayoreo presenta un paradigma bastante sencillo. La referencia temporal se indica, a menudo, a través de adverbios temporales, como p. ej. dirica 'ayer' para el pasado cercano y dirome 'mañana' para el futuro cercano. Los verbos en ayoreo carecen de marcas aspectuales. El único marcador que se aproxima a este tipo de significado es qué 'todavía'. En cuanto al modo, el verbo en ayoreo presenta un modo irrealis, aunque se trata de un paradigma deficiente, ya que solo presenta 2SG y 2PL.

### Sintaxis
A continuación se mencionan algunas características sintácticas del ayoreo (Bertinetto, 2012): 
- El orden de palabras predeterminado en ayoreo es SVO (sujeto-verbo-objeto); sin embargo, por razones pragmáticas, este orden puede alterarse.
- El ayoreo hace uso abundante de la inferencia pragmática para los argumentos principales. Esto quiere decir que tanto el sujeto como el objeto pueden no expresarse siempre que el contexto le permita a uno recuperar la información más importante.
- En ayoreo, la cópula queda en la mayoría de los casos implícita en la oración, como en (4). En cuanto a las construcciones existenciales, estas se basan en la forma de la tercera persona del predicado yugusiji, bagusiji, deji, yugucoji, uacagusoji 'estar allí / quedarse / existir', como se aprecia en (5). También se puede hacer uso del predicado defectivo cuse 'hay/existe', como p.ej. emi cuse 'hay viento'.

| (4) | yi-boti                                         | así-pise     |
|     | 1SG-comida                                      | picante-ELAT |
|     | 'mi comida está muy picante' (Bertinetto, 2012) |              |

| (5) | Leonardo                                                                                | ch-iroque | d-abi      | ujetiga | ch-ajire    | gotique | uje  | deji | ujuya  | ajei.  |
|     | Leonardo                                                                                | 3-enviar  | 3.RFL-hijo | COMP    | ch-observar | INT     | COMP | EX   | trampa | dentro |
|     | 'Leonardo envía a su propio hijo a ver qué hay dentro de la trampa.' (Bertinetto, 2012) |           |            |         |             |         |      |      |        |        |

- Dado que el ayoreo carece del verbo 'tener', las oraciones posesivas correspondientes se construyen por medio de las cópulas existenciales deji y cuse, como se aprecia en (6):

| (6) | yi-guijnai                             | deji |
|     | 1SG-casa                               | hay  |
|     | 'yo tengo una casa' (Bertinetto, 2012) |      |

- Las construcciones genitivas se construyen a través de la mera yuxtaposición de los dos sustantivos, con el orden 'determinante + determinado', p. ej. buricai / buricade gajnesôri 'dueño de caballo / caballos'.
- El ayoreo no tiene morfología de caso. Los objetos indirectos están marcados por adposiciones, las cuales preceden al sustantivo que rigen, como se aprecia en (7). En la práctica, las siguientes tres adposiciones hacen la mayor parte del trabajo: (t)ome, (t)iji y (t)aja. Las dos últimas son adposiciones locativas; la primera puede ser usada para marcar dativo, instrumento, causa, propósito o manera.

| (7) | Sergio                                                            | ch-ingo   | caratai | aroi | tome  | Ramon. |
|     | Sergio                                                            | 3-mostrar | jaguar  | piel | ADPOS | Ramón  |
|     | 'Sergio le mostró la piel del jaguar a Ramón.' (Bertinetto, 2012) |           |         |      |       |        |

- El ayoreo tiene dos tipos de negaciones que difieren en términos de la importancia modal: que y ca. La primera se usa para oraciones 'realis' declarativas (orientadas hacia el presente o hacia el pasado), como en (8), y la segunda, para oraciones imperativas e 'irrealis' (orientadas al futuro o potenciales/hipotéticas), como en (9).

| (8) | Mu                                                                     | umuñurai | que | ch-ayo   | aja | dosa-tique. |
|     | pero                                                                   | toro     | NEG | 3-correr | LOC | lado-INDET  |
|     | 'Pero el toro no corrió hacia el lado (del campo).' (Bertinetto, 2012) |          |     |          |     |             |

| (9) | Gaidi                                                                                   | u   | gu    | ujetiga | ca  | ore     | chedo      | iji | erami. |
|     | desear                                                                                  | COP | único | COMP    | NEG | PRO:3PL | 3-criticar | LOC | mundo  |
|     | 'Su único deseo es que la gente no vaya por ahí chismeando de ella.' (Bertinetto, 2012) |     |       |         |     |         |            |     |        |

- En el ayoreo, los medios más frecuentes para expresar significados modales, sobre todo cuando la contrafactualidad está en juego, consisten en adjuntar el sufijo -rasi/-rase/-rasa al verbo, como se observa en (10).

| (10) | Ujetiga                                                  | Jate | di-rase      | nga, | ch-isi-rase | yogui-ji    | cucha-rique. |
|      | COMP                                                     | Jate | 3.llegar-MOD | COOR | 3-dar-MOD   | PRO:1PL-LOC | cosa-INDET   |
|      | 'Si Jate llegara, él nos daría algo.' (Bertinetto, 2012) |      |              |      |             |             |              |

- La coordinación de sustantivos y frases en ayoreo se obtiene por mera yuxtaposición, como se observa en (11). En cuanto a la coordinación de la cláusula, se hace uso de la conjunción coordinadora enga (a menudo acortado como nga), como en (12), y la conjunción adversativa mu (esporádicamente realizada como muñi).

| (11) | Tito,                                                 | cojñoi | ore     | ch-isôre.       |
|      | Tito                                                  | gringo | PRO:3PL | 3-ir.a.la.selva |
|      | 'Tito y un gringo fueron a cazar.' (Bertinetto, 2012) |        |         |                 |

| (12) | Enga                                                               | e  | ore     | ch-ica<po>ji           | cucoi | te  | rî. |
|      | COOR                                                               | ya | PRO:3PL | 3-regresar<también>LOC | bote  | eso | ITE |
|      | 'Y luego ellos regresaron una vez más al bote.' (Bertinetto, 2012) |    |         |                        |       |     |     |

- Un aspecto que resalta en la sintaxis del ayoreo es la escasez relativa de conectivas subordinadas. Las pocas que existen parecen funcionar de manera polivalente. Por ejemplo, uje (a veces reducido a je) puede introducir cláusulas relativas, como en (13), temporales, como en (14), y causales, como en (15), mientras que ujetiga (a veces reducido a jetiga, jeta o eti) introduce tanto cláusulas finales como hipotéticas, como en (10). La escasez de complementadores genera la especulación de que el ayoreo podría haber tenido un uso intensivo de estructuras converbales en etapas anteriores, de modo que el desarrollo de cláusulas subordinadas de verbo finito podría haber sido una evolución relativamente reciente.

| (13) | Ñ-angari                                                                     | emi    | uje  | ch-ubuchu | i(ji) | guesi. |
|      | 1-escuchar                                                                   | viento | COMP | 3-soplar  | LOC   | afuera |
|      | 'Yo estoy escuchando el viento que está soplando afuera.' (Bertinetto, 2012) |        |      |           |       |        |

| (14) | Enga                                                                             | jno  | uje  | guede | e  | jno-si.  |
|      | COOR                                                                             | 3.ir | COMP | sol   | ya | 3.ir-DIM |
|      | 'Él se puso en marcha cuando el sol estaba empezando a caer.' (Bertinetto, 2012) |      |      |       |    |          |

| (15) | Daté                                                                             | ch-ingo   | da-jnoraquei | aja | d-abí      | gu, | uje  | ch-ijnora-pise. |
|      | madre                                                                            | 3-mostrar | 3.RFL-amar   | LOC | 3.RFL-hijo | AFM | COMP | 3-amar-ELAT     |
|      | 'La madre muestra su amor a su hijo, porque ella ama (a él).' (Bertinetto, 2012) |           |              |     |            |     |      |                 |